# Syllegomydas lamborni
Syllegomydas lamborni är en tvåvingeart som beskrevs av Joseph Charles Bequaert 1951. Syllegomydas lamborni ingår i släktet Syllegomydas och familjen Mydidae.
Artens utbredningsområde är Malawi. Inga underarter finns listade i Catalogue of Life.